# 오쿠다 세이지
오쿠다 세이지 (奥田誠治, 1943년 4월 18일 ~ )는 일본의 애니메이션 감독이다.

## 참가 작품

### 영화
- 《내 첫사랑을 너에게 바친다》 (2009)

### 방송
- 《고바리안》 (1983)
- 《초수기신 단쿠가》 (1985)
- 《은하 전국군웅전 라이》 (1994~1995)

### 애니메이션
- 《금단의 묵시록 크리스탈 트라이앵글》 (1987)
- 《삼국지》 (1991)
- 《오프사이드》 (2001)